# 시와촌 (아오모리현)
시와촌(四和村)은 아오모리현 가미키타군에 설치되었던 촌이다. 현재의 도와다시에 해당한다.

## 연혁
- 1889년 4월 1일 - 정촌제 시행에 의해 가미키타군 요네다촌, 덴호지촌, 다키자와촌, 오토촌과 합병해 시와촌이 성립하였다.
- 1955년 3월 1일 - 산본기시에 편입되어 소멸하였다.